# Episodi di Major Crimes (seconda stagione)

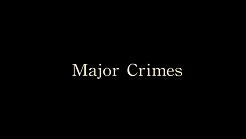
Logo della serie

La seconda stagione della serie televisiva Major Crimes, composta da 19 episodi, è stata trasmessa negli Stati Uniti dal canale via cavo TNT dal 10 giugno 2013 al 13 gennaio 2014.
In Italia la stagione è andata in onda in prima visione sul canale Premium Crime della piattaforma televisiva a pagamento Mediaset Premium dal 19 novembre 2013 al 24 aprile 2014 ed è stata trasmessa in chiaro su Rete 4 dal 7 gennaio al 18 marzo 2015.
| nº | Titolo originale            | Titolo italiano                        | Prima TV USA     | Prima TV Italia  |
| -- | --------------------------- | -------------------------------------- | ---------------- | ---------------- |
| 1  | Final Cut                   | La scena finale                        | 10 giugno 2013   | 19 novembre 2013 |
| 2  | False Pretenses             | Falsi pretesti                         | 17 giugno 2013   | 26 novembre 2013 |
| 3  | Under the Influence         | Nel bene e nel male                    | 24 giugno 2013   | 3 dicembre 2013  |
| 4  | I, Witness                  | Il testimone                           | 1º luglio 2013   | 10 dicembre 2013 |
| 5  | D.O.A.                      | Un'altra identità                      | 8 luglio 2013    | 17 dicembre 2013 |
| 6  | Boys Will Be Boys           | La colpa di essere diversa             | 15 luglio 2013   | 24 dicembre 2013 |
| 7  | Rules of Engagement         | Nulla è come sembra                    | 22 luglio 2013   | 31 dicembre 2013 |
| 8  | The Deep End                | Toccare il fondo                       | 29 luglio 2013   | 7 gennaio 2014   |
| 9  | There's No Place Like Home  | Il bene più prezioso                   | 5 agosto 2013    | 14 gennaio 2014  |
| 10 | Backfire                    | Il ritorno di fiamma                   | 12 agosto 2013   | 21 gennaio 2014  |
| 11 | Poster Boy                  | Il ragazzo copertina                   | 19 agosto 2013   | 28 gennaio 2014  |
| 12 | Pick Your Poison            | La dose di veleno                      | 25 novembre 2013 | 6 marzo 2014     |
| 13 | Jailbait                    | La trappola                            | 2 dicembre 2013  | 13 marzo 2014    |
| 14 | All In                      | Tutto in gioco                         | 9 dicembre 2013  | 20 marzo 2014    |
| 15 | Curve Ball                  | Palla curva                            | 16 dicembre 2013 | 27 marzo 2014    |
| 16 | Risk Assessment             | Valutazione del rischio                | 23 dicembre 2013 | 3 aprile 2014    |
| 17 | Year-End Blowout            | Offerta di fine anno                   | 30 dicembre 2013 | 10 aprile 2014   |
| 18 | Return to Sender (Part One) | Restituire al mittente (prima parte)   | 6 gennaio 2014   | 17 aprile 2014   |
| 19 | Return to Sender (Part Two) | Restituire al mittente (seconda parte) | 13 gennaio 2014  | 24 aprile 2014   |

## La scena finale
- Titolo originale: Final Cut
- Diretto da: Roxann Dawson
- Scritto da: Leo Geter

### Trama
La compagna di un regista viene ritrovata cadavere nella piscina di casa, uccisa con un coltello proveniente dalla loro cucina. L'autopsia rivela inoltre che la donna era incinta di tre mesi. I primi sospetti sull'uomo, due volte divorziato, aumentano quando si scopre che anche la prima moglie era morta, ufficialmente per un presunto suicidio. In preparazione al processo a Phillip Stroh, il nuovo viceprocuratore Emma Rios interroga Rusty in maniera molto brusca, enfatizza il suo passato di prostituzione e pretende il suo allontanamento dall'abitazione del capitano Raydor. Il ragazzo, molto scosso, si rifiuta di collaborare.
- Ascolti USA: telespettatori 5 019 000[3]

## Falsi pretesti
- Titolo originale: False Pretenses
- Diretto da: Arvin Brown
- Scritto da: Michael Alaimo

### Trama
L'apparente omicidio-suicidio di due fratelli non convince la Crimini Maggiori, che approfondisce la conoscenza delle loro vite. Nel corso delle indagini un'app attira l'attenzione del detective Tao. Rusty riceve una lettera da un mittente anonimo che dimostra di conoscere molto bene il suo passato. Ritenendola un'intimidazione in vista del processo, il livello di protezione nei suoi confronti viene rafforzato, impedendogli di muoversi autonomamente.
- Ascolti USA: telespettatori 3 900 000[4]

## Nel bene e nel male
- Titolo originale: Under the Influence
- Diretto da: David McWhirter
- Scritto da: Duppy Demetrius

### Trama
Mentre trasportano sulla loro auto di servizio l'autore televisivo Jason Andrews per mostrargli il loro lavoro, Tao e Sanchez partecipano all'inseguimento e all'arresto di un automobilista i cui vestiti sono ricoperti di sangue secco. L'uomo non parla, ma percorrendo a ritroso il suo tragitto i detective arrivano ad un autodemolitore dove trovano diversi cadaveri in una fossa di ispezione. A Rusty è stato assegnato un tema in cui gli si chiede di parlare della persona che ha influenzato maggiormente la sua vita, ma per il ragazzo non è facile scegliere il soggetto.
- Ascolti USA: telespettatori 4 547 000[5]

## Il testimone
- Titolo originale: I, Witness
- Diretto da: Steve Robin
- Scritto da: Adam Belanoff

### Trama
Flynn e Provenza scortano un testimone in un processo della Rios dall'aeroporto ad un motel. Quando la mattina seguente tornano per portarlo in tribunale, scoprono che è in corso il suo arresto. L'uomo è infatti accusato di aver ucciso il cassiere di un piccolo negozio nel corso di una rapina commessa la sera precedente. Sanchez aiuta il viceprocuratore ad ottenere una proroga per la deposizione del testimone, ma la squadra ha solo un giorno per scagionarlo dalle accuse che ne distruggerebbero la credibilità. Mentre gli investigatori sono impegnati nel caso, Rusty porta una compagna di scuola nella sede della Crimini Maggiori.
- Ascolti USA: telespettatori 4 729 000[6]

## Un'altra identità
- Titolo originale: D.O.A.
- Diretto da: Paul McCrane
- Scritto da: Ralph Gifford e Carson Moore

### Trama
Sulla Mulholland Drive un medico assiste ad un omicidio. Giunti sul posto, i detective trovano la vittima, un'automobile e molti documenti d'identità falsi. Tornato dal Nevada a Los Angeles in cerca di un impiego come avvocato d'ufficio, una notte Jack Raydor fa un'inaspettata visita a casa della moglie Sharon, alla quale è legato da un matrimonio ormai puramente formale. Dopo aver ottenuto ospitalità per qualche giorno conquista subito Rusty con la sua simpatia, nonostante il ragazzo venga continuamente messo in guardia dalla propria tutrice.
- Ascolti USA: telespettatori 4 617 000[7]

## La colpa di essere diversa
- Titolo originale: Boys Will Be Boys
- Diretto da: Anthony Hemingway
- Scritto da: Jim Leonard

### Trama
La Crimini Maggiori è alle prese con le ricerche di una tredicenne transgender scomparsa nonché vittima di bullismo, la cui natura non è accettata da tutti i membri della sua famiglia. Jack si prodiga per aiutare Rusty, sostituendosi alla sua scorta per alleviare la difficile situazione di testimone protetto.
- Ascolti USA: telespettatori 5 055 000[8]

## Nulla è come sembra
- Titolo originale: Rules of Engagement
- Diretto da: David McWhirter
- Scritto da: Mike Berchem e James Duff

### Trama
Una sparatoria presso una stazione di servizio provoca diversi morti, tra cui alcuni membri di una gang ispanica. Mentre Taylor sospetta che si tratti di un regolamento di conti tra bande, Sanchez non è convinto di questa ipotesi. Tenendo d'occhio il suv usato per l'assalto e abbandonato poco distante, la polizia ferma un ex galeotto scampato alla sparatoria mentre cerca di avvicinarsi al mezzo. Non avendo avvocati d'ufficio immediatamente disponibili a difendere il ragazzo, la Raydor chiede al marito di occuparsene. Intanto Rusty cerca ogni scusa per non andare a cena con Kris e i suoi genitori.
- Ascolti USA: telespettatori 5 380 000[9]

## Toccare il fondo
- Titolo originale: The Deep End
- Diretto da: Rick Wallace
- Scritto da: Michael Alaimo

### Trama
Un famoso allenatore di nuoto uccide un ragazzo ispanico che si era introdotto nella sua abitazione. Scavando nella vita del giovane emerge un legame tra i due. Mentre Flynn si rifiuta di partecipare al matrimonio della propria figlia, i genitori di Kris vietano alla ragazza di frequentare Rusty dopo aver conosciuto il suo passato.
- Ascolti USA: telespettatori 4 990 000[10]

## Il bene più prezioso
- Titolo originale: There's No Place Like Home
- Diretto da: Leo Geter
- Scritto da: Duppy Demetrius

### Trama
Alla squadra viene sottoposto un caso di morte sospetta: il corpo del defunto, deceduto a seguito di una reazione allergica, presenta i segni di altri recenti incidenti potenzialmente mortali a cui era sopravvissuto. La vittima aveva ereditato un fatiscente residence abitato da alcuni arzilli vecchietti con un passato nel mondo delle serie televisive poliziesche degli anni '70 e tra proprietario e inquilini i rapporti erano pessimi. Mentre Provenza ha molte difficoltà a superare un esame per l'uso dell'arma di ordinanza, Rusty cerca una maniera di troncare il rapporto con Kris senza ferirla.
- Altri interpreti: Doris Roberts (Vera Walker), Marion Ross (Pauline Allen)
- Ascolti USA: telespettatori 5 120 000[11]

## Il ritorno di fiamma
- Titolo originale: Backfire
- Diretto da: Sheelin Choksey
- Scritto da: Adam Belanoff

### Trama
L'abile strategia dell'avvocato Page costringe il viceprocuratore Andrea Hobbs a proporre una pena lieve al suo cliente, colpevole di aver ucciso una giovane prostituta scaraventandola fuori da un'auto in corsa. Una tale mossa è necessaria per ottenere informazioni utili a svelare la rete criminale che sta dietro all'uomo, ma il rifiuto da parte del giudice Grove di accettare un simile patteggiamento costringe la Crimini Maggiori a ricominciare le indagini. Il caso colpisce molto Rusty, che vede molte affinità con la vittima.
- Ascolti USA: telespettatori 5 310 000[12]

## Il ragazzo copertina
- Titolo originale: Poster Boy
- Diretto da: Michael M. Robin
- Scritto da: Leo Geter

### Trama
Uno psicopatico assassino alla ricerca di un coinquilino e della celebrità si muove per Los Angeles prendendo le sembianze e l'identità delle sue vittime e soggiornando nelle loro case.
- Altri interpreti: Chris Wood (Brandon North)
- Ascolti USA: telespettatori 5 291 000[13]

## La dose di veleno
- Titolo originale: Pick Your Poison
- Diretto da: Steve Robin
- Scritto da: Jim Leonard

### Trama
Due liceali russi muoiono dopo aver assunto droga tagliata col cianuro. Dopo la scoperta delle numerose lettere minatorie ricevute, Rusty viene messo di fronte a una scelta riguardo alla propria protezione.
- Special guest star: Devon Werkheiser
- Ascolti USA: telespettatori 3 655 000[14]

## La trappola
- Titolo originale: Jailbait
- Diretto da: Michael M. Robin
- Scritto da: Ralph Gifford e Carson Moore

### Trama
La squadra si occupa dell'omicidio di uno stupratore da poco uscito dal carcere. Le indagini partono dal padre di una delle vittime, uno sceriffo che ha sempre tenuto d'occhio il pregiudicato. Dopo aver sposato l'idea di Provenza di partecipare alle indagini sul suo caso, Rusty incontra il dottor Joe Bowman, incaricato di svolgere una valutazione psicologica su di lui. Seguendo le condizioni poste dal ragazzo, i colloqui si svolgono davanti ad una scacchiera.
- Ascolti USA: telespettatori 4 212 000[15]

## Tutto in gioco
- Titolo originale: All In
- Diretto da: Anthony Hemingway
- Scritto da: James Duff e Mike Berchem

### Trama
Una notte mentre sono intenti a recuperare palline da rivendere, due ragazzini trovano un cadavere nel laghetto di un campo da golf. La vittima, che risultava scomparsa da tre giorni, aveva investito mezzo milione di dollari di amici e parenti nel finanziamento di una nuova app che non era mai decollata. Per tentare di restituire la somma ai soci furibondi, l'uomo aveva quindi tentato invano la sorte nei casinò. Quando la Rios viene a sapere della valutazione psicologica di Rusty protesta vivacemente con la Raydor, temendo che possa rivelarsi un'arma in più per la difesa. Il ragazzo scopre così che un riassunto delle sue confidenze al terapista verrà letto da diverse persone.
- Ascolti USA: telespettatori 3 720 000[16]

## Palla curva
- Titolo originale: Curve Ball
- Diretto da: Jon Tenney
- Scritto da: Michael Alaimo

### Trama
Mentre sono alla ricerca di un regalo natalizio, Flynn e Provenza notano due ladri che cercano di entrare in una roulotte. Dopo averli messi in fuga si accorgono che nel mezzo c'è un cadavere. La vittima risulta essere un talent scout di baseball che poco prima di morire era stato aggredito dal padre di un ragazzo. Sharon cerca di ottenere dal dottor Bowman qualche informazioni sui suoi colloqui con Rusty, ma l'uomo è irremovibile. Il ragazzo poi lo porta a parlare del rapporto con la madre.
- Ascolti USA: telespettatori 4 361 000[17]

## Valutazione del rischio
- Titolo originale: Risk Assessment
- Diretto da: Stacey K. Black
- Scritto da: Duppy Demetrius

### Trama
Tornati a casa, due ragazzi scoprono che nel tappeto che hanno trovato abbandonato in strada c'era avvolto il cadavere di uno studente del college. Presso la residenza della vittima, una modesta casa in un quartiere degradato, la Crimini Maggiori trova l'FBI, da cui apprende che nella zona è in corso una serie di intercettazioni utili a sgominare la locale banda criminale. La vittima era un testimone nell'omicidio, ancora insoluto, di un ragazzo del quartiere, da lui spinto a ribellarsi alla gang. Lo studente però era anche il figlio di un membro del Congresso, Steven Keller, che non esita ad usare tutta la sua influenza per fare pressioni sulle indagini. In attesa che Sharon si decida a firmare i documenti che gli permetteranno di partecipare attivamente alle indagini sul suo persecutore, Rusty viene costantemente allontanato dal lavoro della squadra. Criticato da Buzz per il suo scarso interesse verso chi gli sta vicino, il ragazzo comincia a domandare ad ogni membro della Crimini Maggiori cosa lo abbia portato ad intraprendere questa carriera.
- Ascolti USA: telespettatori 4 478 000[18]

## Offerta di fine anno
- Titolo originale: Year-End Blowout
- Diretto da: David McWhirter
- Scritto da: Leo Geter, Ralph Gifford e Carson Moore

### Trama
Ted King Jr. muore nell'esplosione di una delle auto della sua concessionaria. Il fatto che la vettura non fosse destinata a lui cancella i sospetti di una vendetta per i licenziamenti che aveva appena effettuato. Arriva per Rusty il giorno in cui cominciare a fare da esca per stanare il mittente delle lettere minatorie. La detective Sykes e il suo ex capo - il tenente Cooper della Sezione Investigazioni Speciali - cercano di far capire al ragazzo l'importanza di attenersi alle regole.
- Ascolti USA: telespettatori 5 217 000[19]

## Restituire al mittente (prima parte)
- Titolo originale: Return to Sender
- Diretto da: Rick Wallace
- Scritto da: Michael Alaimo

### Trama
L'autore delle lettere a Rusty si incontra con un messaggero di Phillip Stroh e, dopo aver ricevuto l'ordine di eliminare il ragazzo, uccide l'intermediario. Mentre la Crimini Maggiori indaga sul delitto, l'assassino avvicina il suo obiettivo al parco degli scacchisti e fingendosi un agente gli estorce informazioni sulle procedure di sicurezza.
- Ascolti USA: telespettatori 4 950 000[20]

## Restituire al mittente (seconda parte)
- Titolo originale: Return to Sender Part 2
- Diretto da: James Duff
- Scritto da: Adam Belanoff

### Trama
Per Rusty arriva il giorno di testimoniare al processo contro Phillip Stroh. Il ragazzo deve vedersela con l'agguerrito avvocato difensore Linda Rothman, che ottiene l'esclusione delle lettere minatorie dal dibattimento e fa di tutto per minare la sua credibilità. Intanto la Crimini Maggiori dà la caccia all'uomo che ha attentato alla sua vita.
- Altri interpreti: Jeri Ryan (Linda Rothman)
- Ascolti USA: telespettatori 5 430 000[21]